# Demonax mulio
Demonax mulio är en skalbaggsart som beskrevs av Francis Polkinghorne Pascoe 1869. Demonax mulio ingår i släktet Demonax och familjen långhorningar.
Artens utbredningsområde är:
- Sarawak.
- Laos.

Inga underarter finns listade i Catalogue of Life.